# Houlton
Houlton è un comune degli Stati Uniti d'America, capoluogo della contea di Aroostook, nello Stato del Maine. Questa cittadina è uno dei punti di attraversamento e di dogana sul confine federale tra Stati Uniti e il Canada. Attraverso Houlton scorre il fiume Meduxnekeag.

## Geografia fisica
- Secondo lo United States Census Bureau, la città ha una superficie totale di 95,2 km².
- La città è attraversata dalla U.S. Route 1 (che la collega alla Interstate 95) e dalla U.S. Route 2.

## Società

### Evoluzione demografica
Secondo il censimento del 2000, c'erano 6 476 persone, 2 677 famiglie e 1 654 famiglie residenti in città.Molte di queste ultime sono composte da fenotipi misti come ad esempio:
- 94,19% bianchi
- 0,29% afroamericani
- 4,23% nativi americani
- 0,48% asiatici
- 0,08% isolani del Pacifico
- 0,09% di altre etnie
- 0,43% della popolazione è ispanica o con antenati latinoamericani.

Il reddito medio per una famiglia nella città è di 26212 $. Gli uomini hanno un reddito medio di 27623 $ mentre, le donne hanno un reddito medio di 20991 $.